# Нікейсько-венеційський договір (1219)
Нікейсько-венеційський договір 1219 року — торговий і оборонний пакт про ненапад, укладений між Нікейською імперією та Венеційською республікою у формі імператорської Золотої булли, виданої нікейським імператором Феодором I Ласкарісом (правління 1205—1222). Цей договір надав венеційцям свободу торгівлі та імпорту без митних зборів на території усієї Нікейської імперії в обмін на відмову венеційців від підтримки новоствореної Латинської імперії.

## Передумови
Після утворення Латинської імперії під час Четвертого хрестового походу в 1204 році, венеційці, які зіграли вирішальну роль у перенаправленні хрестового походу на захоплення і пограбування Константинополя, грали чільну роль серед переможців. Згідно з попередньою домовленістю між хрестоносцями, викладеними в угоді Partitio terrarum imperii Romaniae (Розподіл територій Романської імперії), венеційці мали отримати три восьмих Візантійської імперії, включаючи три восьмих самого Константинополя.. Хоча Венеція отримала найбільшу вигоду від хрестового походу, вона відмовилася від прямого суверенітету над територіями Епіру, Акарнанії, Етолії та Пелопоннесу, які спочатку були віднесені до володінь республіки. Натомість Венеційська республіка претендувала на острови в Егейському морі, головним чином на Крит, а також на низку портів і прибережних фортів уздовж грецьких берегів, що дозволяло їй отримати контроль над торговими центрами та маршрутами по всій колишній Візантійській імперії.
За підтримки Венеції латиняни продовжили свою кампанію на Балканах, щоб встановити свій контроль над колишніми візантійськими землями, але були зупинені болгарами в битві при Адріанополі в 1205 році. Новостворена Латинська імперія разом із Венецією підписала таємний договір з турецьким султаном Руму Гіяседдіном Кей-Хусровом I про спільну війну проти головної грецької держави-наступниці Візантії — Нікейської імперії. У відповідь нікейський імператор Феодор I Ласкаріс вступив у контакт з королем Малої Вірменії Левом I у Кілікії, якому також загрожував Румський султанат. Угода між двома царствами була підтверджена шлюбом Феодора Ласкаріса з племінницею Лева Філіпою Вірменською в 1214 році.

## Договір
Раніше між венеційцями та візантійцями існувала довга історія договірних торгових відносини, що почалась з візантійсько-венеційського договору 1082 року. Однак із буремними подіями 1204 року відносини між двома державами сильно змінилися. У серпні 1219 року, з метою позбавлення Латинської імперії військової підтримки з боку Венеції, головний спадкоємець Константинополя Феодор Ласкаріс  підписав торговельну угоду з Венецією, яка надавала венеційцям права вільної торгівлі та безмитного ввезення товарів на території усієї Нікейській імперії. На додаток до торгових прав, дож Венеції П'єтро Дзіані отримав титули деспота та «володаря однієї чверті та однієї восьмої частини Романської імперії» (dominus quartae partis et dimidiae totius Imperii Romaniae), на які він претендував після 1204 р. Латинський текст договору був опублікований у збірнику венеційських дипломатичних документів, зібраному Готлібом Тафелем і Георгом Томасом для Імператорської академії наук у Відні.

## Наслідки
Договір дав новоствореній Нікейській імперії достатній час для консолідації, а згодом і розширення своєї території за рахунок Латинської імперії, в той час як Венеція отримала доступ до ринків, які раніше не були для них відкритими, включаючи визнання їх присутності в Константинополі. Однак сама угода згодом була підірвана фінансовою політикою Феодора Ласкаріса та політикою автаркії: він заборонив своїм підданим купувати іноземні предмети розкоші та закликав їх задовольнятися «продуктами римської землі та майстерністю римських рук». Цей протекціонізм, очевидно, був спрямований проти Венеції, але венеційці мало що могли зробити, оскільки імператор мав право відмовляти своїм підданим у надмірній розкоші. Цей договір залишався в силі з невеликими ускладненнями до Німфейського договору між Нікейською імперією та суперником Венеції, Республікою Генуя в 1261 році.
На початку 1270-х років Папа Римський Григорій X наказав венеційцям не продовжувати договір, доки не буде завершено унію між Греко-Православною та Римо-Католицькою Церквами не буде завершена, тим самим назавжди скасувавши договір.